# 布拉 (德国)
布拉（德語：Buhla）是德国图林根州的市镇，隶属于艾希斯费尔德县。总面积为8.74平方千米，截至2023年12月31日总人口为469人。